# Ким Уайлд
Ким Уайлд (на английски: Kim Wilde) е английска певица, авторка, градинарка и телевизионна водеща.

## Произход
Ким Уайлд е родена като Ким Смит на 18 ноември 1960 г. в лондонското предградие на Чизик и е най-голямото дете на рокендрол музиканта Марти Уайлд (роден Реджиналд Смит) и Джойс Бейкър, която по-рано е член на певческа и танцова група.

## Певческа кариера

### Кариера сRAK Records
Ким Уайлд издава първия си сингъл „Kids in America“ през януари 1981 г. Той е с мигновен успех и достига до номер две в британската класация за сингли, както и върха в класациите на други страни като Германия, Франция и Австралия. Въпреки че постига умерен успех в САЩ, където достига номер 25, когато е издаден през 1982 г., днес сингълът се разглежда като една от нейните най-добри песни. Първият албум на Ким Уайлд, едноименният Kim Wilde, е издаден през 1981 г. и повтаря успеха. Песента „Chequered Love“ достига върха във Великобритания, Франция, Австралия и Германия, а „Water on Glass“ е издадена само във Великобритания.
Вторият ѝ албум, Select, е издаден през 1982 г. и включва хитовите песни „Cambodia“ и „View from a Bridge“. И двата албума достигат първо място във Франция и Топ 10 в Германия и Австралия.
Третият ѝ албум, Catch as Catch Can, издаден през 1983 г., претърпява относителен неуспех. Първият сингъл от албума, „Love Blonde“, е друг огромен успех във Франция и скандинавските страни, но не постига голям успех в други страни.

### Кариера сMCA Records
Четвъртият албум, Teases & Dares, е издаден 1984 г. и отново е пренебрегван във Великобритания, но се оценява по-добре в Германия, Франция и скандинавските страни – особено със сингъла „The Second Time“. Видео за тази песен се появява в епизод на телевизионния сериал Knight Rider през 1985 година. Вторият сингъл, „The Touch“, не е комерсиален успех, но третият сингъл, рокабили песента „Rage to Love“, достига топ 20 във Великобритания. В същото време Уайлд предприема три европейски концертни турнета през 1983, 1985 и 1986 година.
В петия ѝ албум, Another Step, издаден през 1986 г., повечето от песните са написани от Уайлд, а на друга част от тях е съавторка. Първият сингъл от албума, „Schoolgirl“, не влиза в класациите в Европа и Австралия, но вторият сингъл, „You Keep Me Hangin' On“ – римейк на едноименната песен, изпята за първи път от групата „Сюпримс“ – достига първо място в Австралия и Канада, става номер две във Великобритания и заема първо място в САЩ.
През 1988 г. Уайлд издава най-продавания си албум до днес – Close. Той съдържа четири основни европейски хита – „Hey, Mr. Heartache“, „You Came“, „Never Trust a Stranger“ и „Four Letter Word“. Издаването на албума става наравно с турне в Европа.
Седмият албум на певицата, Love Moves, излиза през 1990 г. Въпреки че има успех в скандинавските страни, албумът не се продава добре, както предишния албум. Съдържа само два сингъла, които стават хитове – „It's Here“ и „Can't Get Enough (Of Your Love)“, като вторият достига топ 20 във Франция.
Осмият албум, Love Is, е издаден през 1992 г. Успехът му отново е ограничен до малък брой страни. Сингълът „Love Is Holy“ достига топ 20 във Великобритания.
Уайлд пуска през 1993 г. първия си официален сборен албум – The Singles Collection 1981 – 1993, който става успешен в цяла Европа и Австралия. Той включва и денссингъла „If I Can't Have You“.
През 1994 г. Уайлд започва голямо турне из Европа, а също и турнета в Австралия и Япония, за първи път от шест години.
Следващият албум, Now & Forever, издаден през 1995 г., е търговски провал в световен мащаб. Въпреки това сингълът „Breakin' Away“ е второстепенен хит, както и следващият сингъл „This I Swear“ – също второстепенен хит в Европа.

## Занимания с градинарство
По време на първата си бременност предишният ѝ интерес в градинарството се възвръща и Уайлд посещава известен колеж, за да научи повече за градинарство, за да създаде градина за децата си. Година по-късно започва сътрудничество с BBC и записва две серии на Garden Invaders. Уайлд написва две книги за градинарството. Първата книга, Gardening with Children, е издадена на 4 април 2005 година. По същото време е издадена и в Испания, Франция, Дания и Холандия, а по-късно – в Германия. Втората книга, The First-Time Gardener, излиза на 3 април 2006 г. и е ръководство за начинаещи по градинарство.

## Личен живот
Уайлд се омъжва на 1 септември 1996 г. за Хал Флауър. Ражда сина си Хари Тристан на 3 януари 1998 г. Две години по-късно е родена дъщеря ѝ Роуз Елизабет – на 13 януари 2000 г.
Братът на Ким Марти Уайлд младши е пейзажен градинар, а сестра ѝ Роксан е беквокалистка на Кайли Миноуг.

## Дискография

### Студийни албуми
- 1981 – Kim Wilde
- 1982 – Select
- 1983 – Catch as Catch Can
- 1984 – Teases & Dares
- 1986 – Another Step
- 1988 – Close
- 1990 – Love Moves
- 1992 – Love Is
- 1995 – Now & Forever
- 2006 – Never Say Never
- 2010 – Come Out and Play
- 2011 – Snapshots
- 2013 – Wilde Winter Songbook
- 2018 – Here Come the Aliens
- 2025 – Closer

### Компилации
- 1984 – The Very Best of Kim Wilde
- 1993 – The Singles Collection 1981 – 1993
- 1993 – The Remix Collection
- 2001 – The Very Best of Kim Wilde
- 2006 – The Hits Collection